# Villecelin
Villecelin é uma comuna francesa na região administrativa do Centro, no departamento Cher. Estende-se por uma área de 9,27 km². Em 2010 a comuna tinha 89 habitantes (densidade: 9,6 hab./km²).